# Hishikawa Moronobu

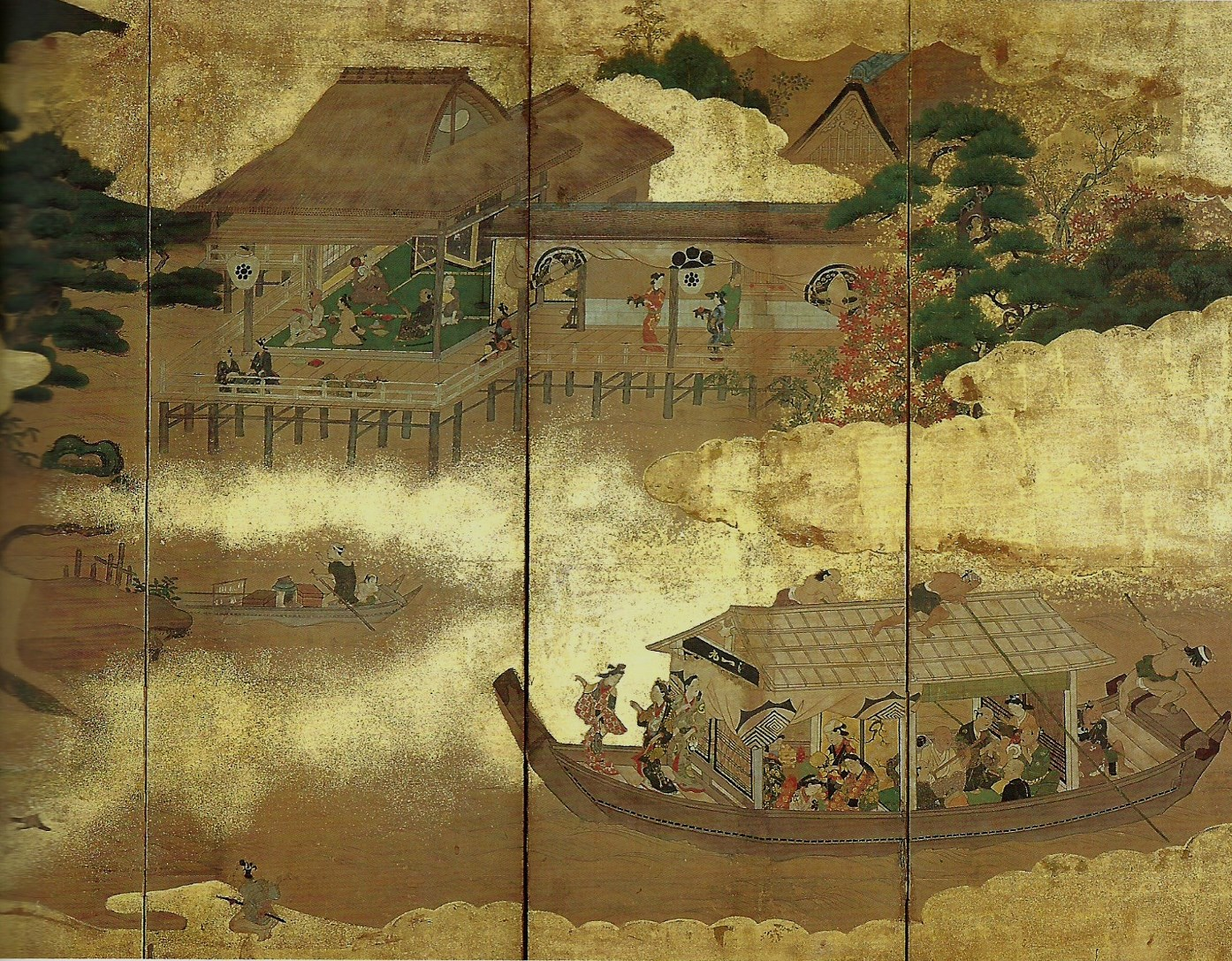
Ausschnitt aus dem Stellschirm Sumidagawa/Ueno

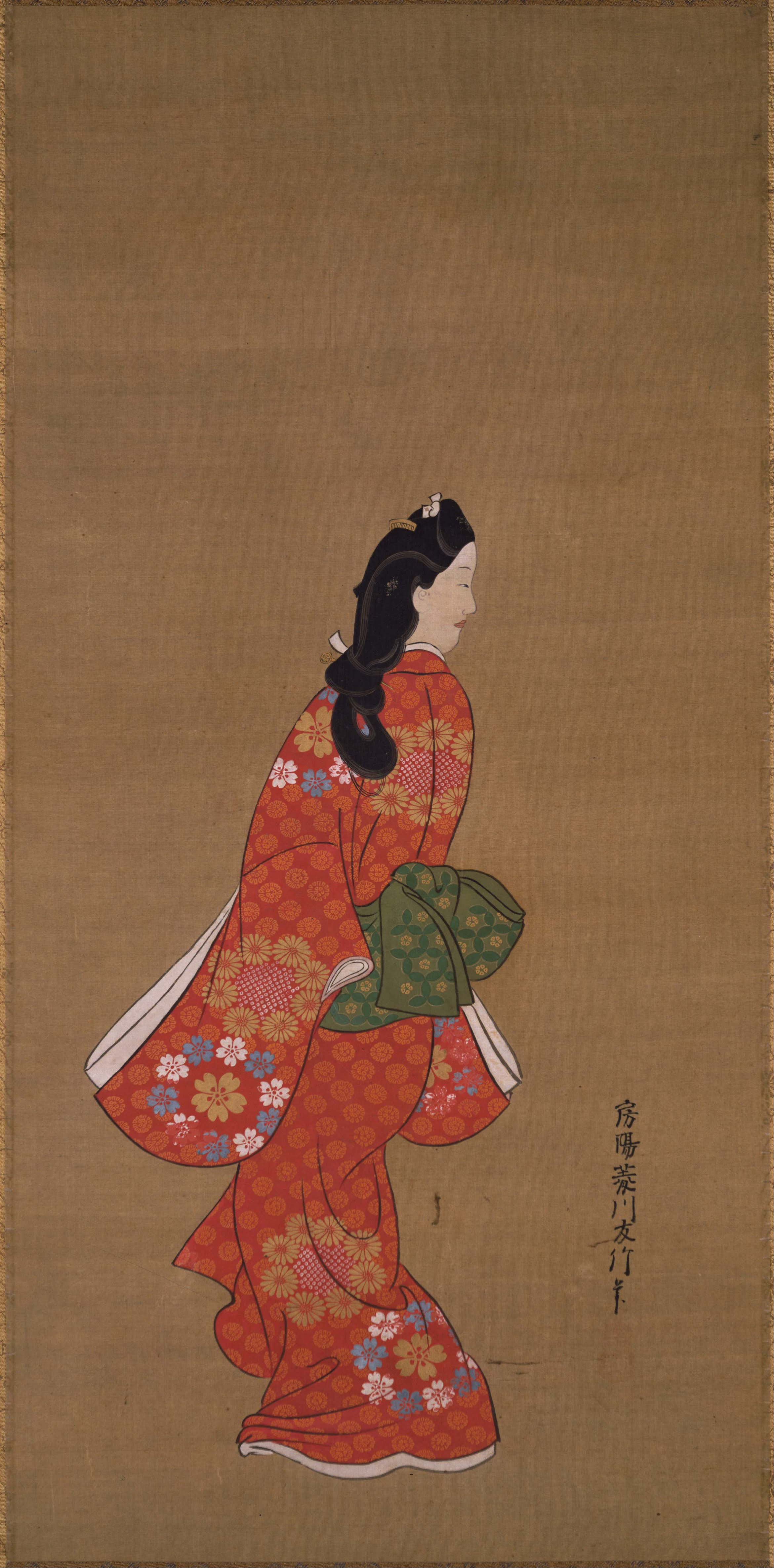
„Sich umblickende Schöne“

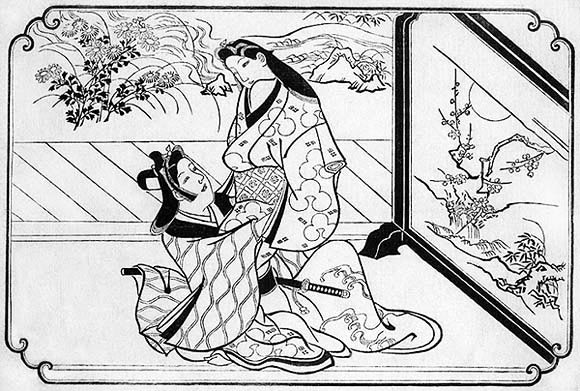
Aus Tsuitate no kage

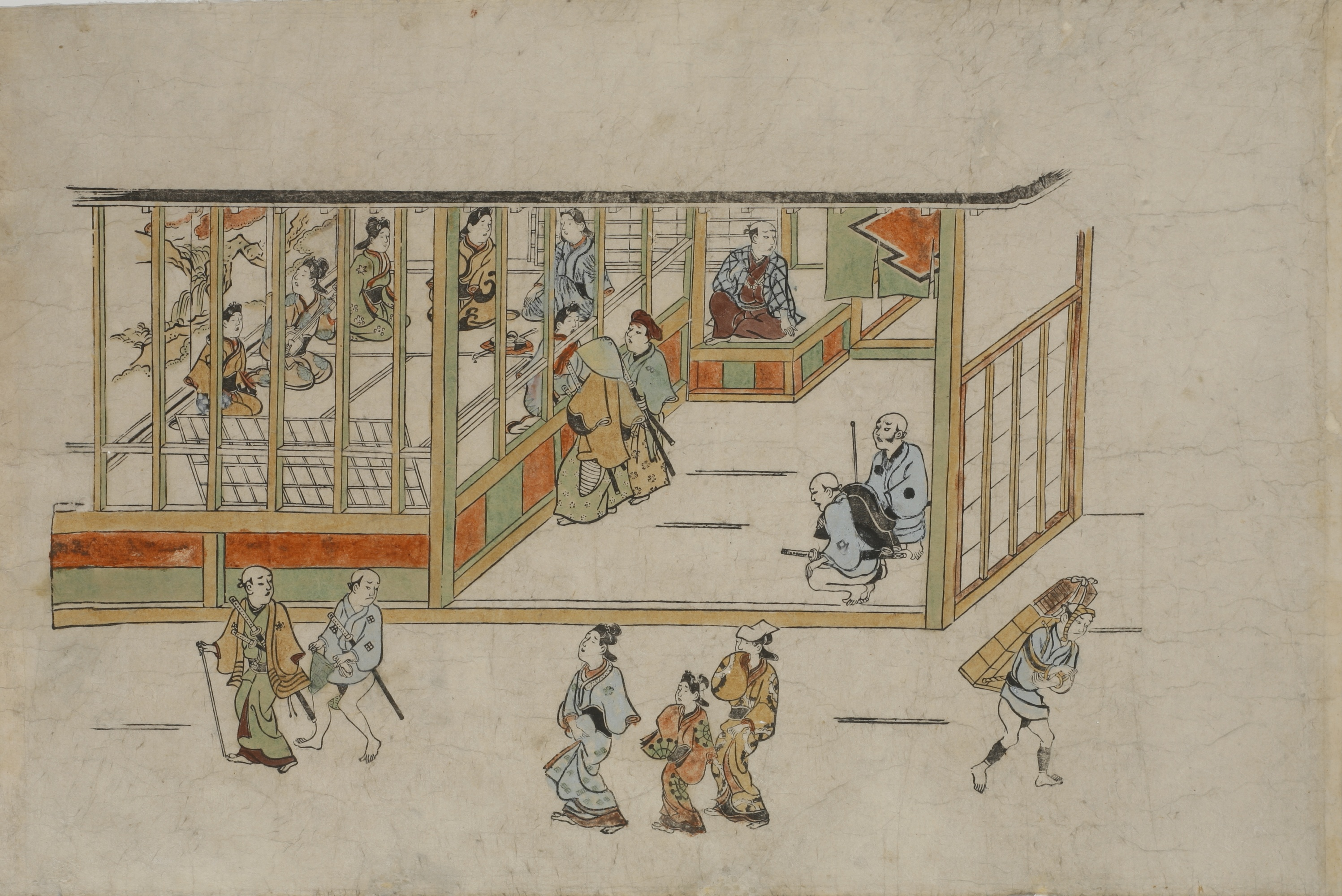
Aus Yoshiwara no tei

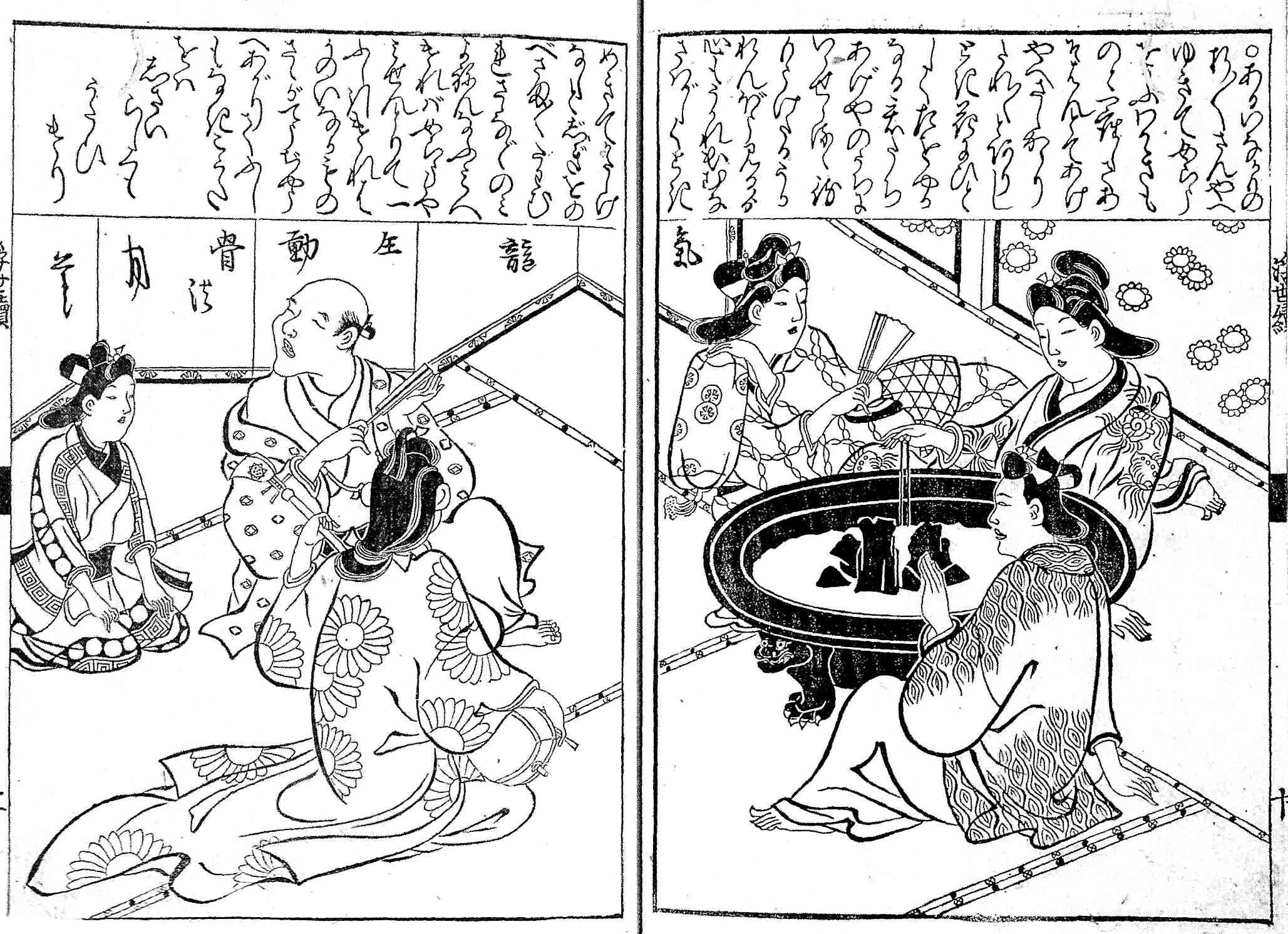
Seiten aus Ukiyo tsuzuki-e zukushi

Hishikawa Moronobu (japanisch 菱川 師宣; * 1618 in Hota, Heguri-gun, Provinz Awa (heute: Kyonan, Awa-gun, Präfektur Chiba); † 25. Juli 1694) war ein japanischer Maler und Graphiker. Er gilt als erster großer Meister des Japanholzschnitts und Begründer des Ukiyo-e-Stils.

## Biografie
Hishikawa Moronobu, Sohn des Bildstickers Hishikawa Kichizeiemon Michishige, wurde in Hota geboren als Sohn einer Familie, die aufwendig dekorierte Stoffe produzierte. Früh an Malerei interessiert, ging er mit etwa 16 Jahren nach Edo, beschäftigte sich dort mit der Malweise der Tosa- und Hasegawa-Schule und begann, ohne einen Lehrer gehabt zu haben, Bücher zu illustrieren. 
1672 erschien ein Werk Buke hyakunin isshu (武家百人一首) mit signierten Holzschnitten von ihm. Das war das erste Mal, dass Illustrationen mit dem Namen des Künstlers erschienen. Er wurde schnell zum bekannten Künstler in Edo, weitere Bücher folgten, unter anderem Ukiyo hyakunin bijin (浮世百人美女), Ukiyo tsuzuki (浮世続), Bijin-e zukushi (美人絵づくし). Insgesamt soll er Illustrationen für über hundert Bücher über Kriege, Abenteuer und gelegentlich auch für Reiseführer geliefert haben. Er illustrierte daneben über fünfzig Bücher mit erotischem Inhalt (好色本, kōshoku-bon) wie verschiedene Kopfkissenbücher (wie Yoshiwara-mukura und Yoshiwara kagami, um 1660) und das 1683 erschienene Holzschnittbuch Koi no Tanoshimi, aber auch einfache Lektüren für Frauen und Kinder (かな草紙, kana zōshi).
Hishikawa veröffentlichte Themen aus seinen Buch-Illustrationen als größere „Einblatt-Drucke“ (ichimai-e), die als Sätze von mehreren Blättern erschienen und die als Beginn der Ukiyo-e gelten können. Seine Bilder weisen einen einfachen, kräftigen Strich aus. Im Bildaufbau orientierte er sich am Yamato-e mit seiner 45-Grad-Perspektive.
Neben der Druckgraphik in Schwarzweiß (manchmal handkoloriert) schuf Hishikawa Wandschirme, Bildrollen und Hängerollen.
Sein Werk wurde von seinen Söhnen Morofusa (師房) und Moronaga (師永) (adoptiert, Mann seiner Tochter) sowie von seinen Schülern Moroshige (師重), Tomofusa (友房),  Morohira (師平) und anderen weitergeführt.

## Werk

### Wandschirme (Auswahl)
- Sumidagawa/Ueno fuzoku byōbu (隅田川・上野風俗屏風)

### Gemälde (Auswahl)
- Mikaeri bijin zu (見返り美人図) Nationalmuseum Tokio
- Tachi bijin zu (立美人図)

### Bildrollen (Auswahl)
- Edo fūzoku e-maki (江戸風俗絵巻) 39,1 × 903,7 cm,  MOA-Kunstmuseum
- Hokurō (Yoshiwara) oyobi engeki zukan (北楼及び演劇図巻) 32,1 × 697,0 cm, Nationalmuseum Tokio
- Ōeyama-oni taiji emaki (大江山鬼退治絵巻) Drei Bildrollen, Fujita-Kunstmuseum

### Druckserien (Auswahl)
- Yoshiwara no tei (吉原の躰)
- Edo butsusan no tei (江戸物参の躰)
- Ueno hanami no tei (上野花見の躰)
- Tsuitate no kage (衝立のかげ)